# Cmentarz żydowski w Nowogardzie
Cmentarz żydowski w Nowogardzie – kirkut został założony w 1816. Mieścił się przy obecnej ul. Ogrodowej, w lesie Gallberg. Miał powierzchnię 0,25 ha. W czasie II wojny światowej uległ dewastacji. Zachowały się fragmenty macew z niemieckimi lub hebrajskimi inskrypcjami. Obecnie pozbawiony jest opieki. Jest jeszcze kwatera żydowska na terenie obecnego kompleksu lesnego "Sarni Las" przy ulicy Wojska Polskiego, Pozostałością po cmentarzu jest ceglany mur, do lat 80. XX wieku widoczne były fragmenty rozbitych macewach żydowskich. Obecnie teren zdewastowany i bez opieki.